# Alex Lloyd
Alex Lloyd (né Alexander Wasiliev le 1er novembre 1974 à Sydney) est un auteur-compositeur-interprète australien.

## Discographie

### Albums studio
| Année | Titre                           | Meilleur classement    | Meilleur classement    | Certifications |
| Année | Titre                           | Drapeau de l'Australie | Drapeau des États-Unis | Certifications |
| ----- | ------------------------------- | ---------------------- | ---------------------- | -------------- |
| 1999  | Black the Sun                   | 9                      | -                      | Platine        |
| 2001  | Watching Angels Mend            | 2                      | 22                     | 2x Platine     |
| 2003  | Distant Light                   | 9                      | -                      | Platine        |
| 2005  | Alex Lloyd                      | 7                      | -                      | Platine        |
| 2006  | Amazing: The Best of Alex Lloyd | 34                     | -                      | -              |
| 2008  | Good in the Face of a Stranger  | 80                     | -                      | -              |
| 2013  | Urban Wilderness                | -                      | -                      | -              |

### Singles
- 1998 : Peepshow/Momo
- 1998 : Black the Sun #86 Australia
- 1999 : Lucky Star #91 Australia
- 1999 : Something Special
- 2000 : My Way Home #50 Australia[1]
- 2001 : Downtown #75 Australia
- 2001 : Amazing #1 Australia[1] (gold), #1 New Zealand[2], UK #176[3]
- 2002 : Green #25 Australia[1]
- 2002 : Everybody's Laughing #33 Australia[1]
- 2002 : Bus Ride
- 2003 : Coming Home #24 Australia[1]
- 2003 : 1000 Miles #32 Australia[1]
- 2004 : Beautiful #30 Australia[1]
- 2004 : Hello the End UK #146[3]
- 2005 : Never Meant to Fail #27 Australia[1]
- 2006 : The Wonder
- 2006 : Brand New Day #53 Australia
- 2008 : Slow Train
- 2009 : What We Started